# Station Boszkowo
Station Boszkowo is een spoorwegstation in de Poolse plaats Boszkowo.